# Estisch kenteken

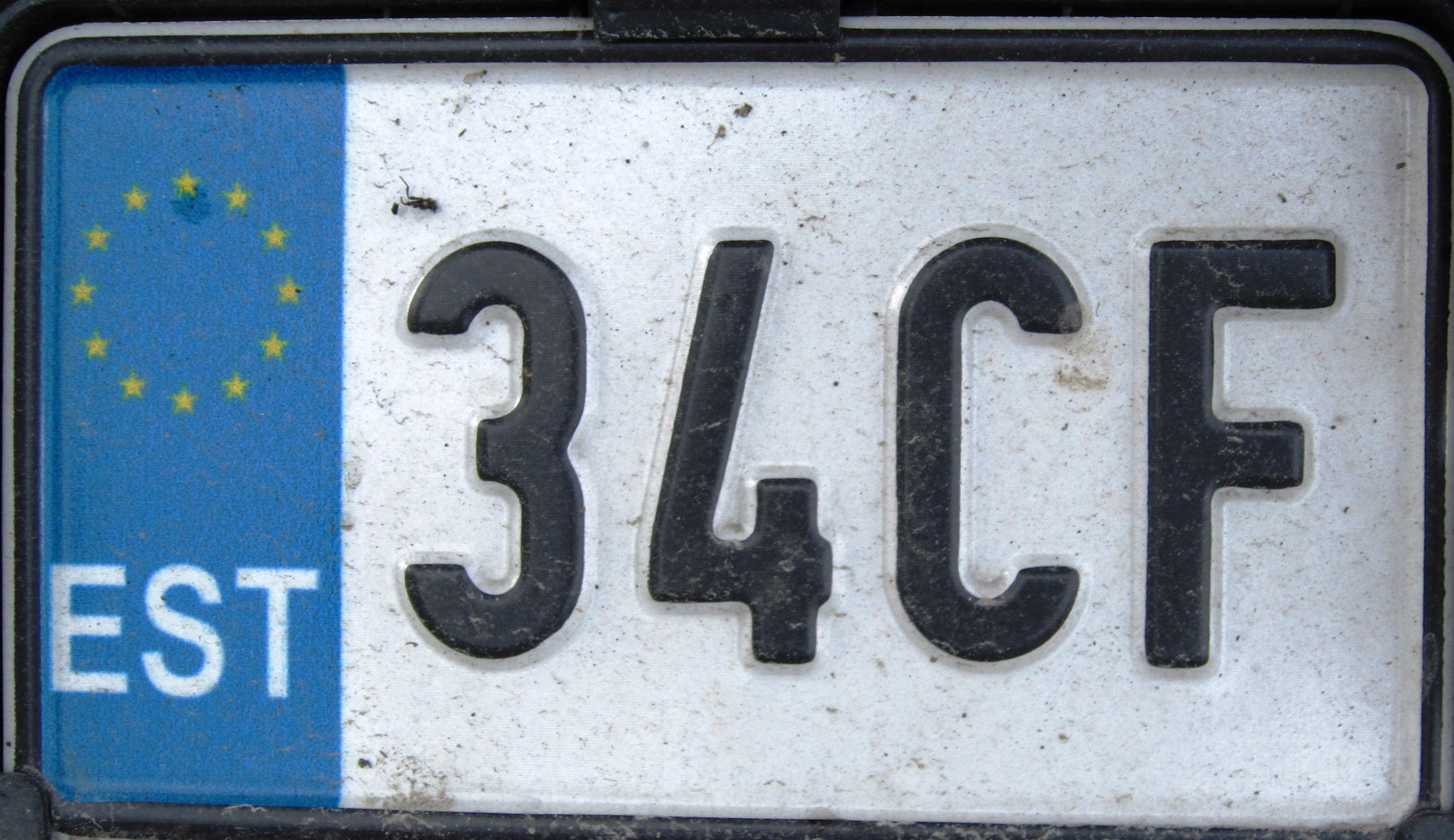
motorfiets plaat

Het Estisch kenteken bestaat uit drie cijfers en drie letters. De zwarte cijfer- en lettercombinatie staat op een witte reflecterende achtergrond. In Estland wordt de combinatie niet willekeurig gekozen en bestaan er regionale codes. Men kan de herkomst van een wagen dus aflezen van het kenteken. Sinds 2004 wordt aan de linkerkant van Estisch kentekens een blauwe band voorzien met de vlag van de Europese Unie en daaronder de landcode EST.

## Regionale codes
- A/B Tallinn
- D Viljandi
- F Pärnu
- G Valga
- H Hiiumaa
- I Jõhvi
- J Jõgeva
- K Kuressaare
- L Rapla
- M Harjumaa
- N Narva
- O Põlva
- P Paide
- R Rakvere
- S Haapsalu
- T Tartu
- V Võru